# Agustín Lazcano Echaurren
Agustín Lazcano Echaurren; (Santiago, 28 de agosto de 1852 - 8 de agosto de 1921). Político y agricultor chileno. Hijo de don Fernando Lazcano Mujica y doña Dolores Echaurren Larrain.
Estudió en el Instituto Nacional y siguió Leyes en la Universidad de Chile. Suspendió sus estudios y se dedicó a la agricultura, donde incrementó sus bienes patrimoniales.
Se incorporó a la política en vísperas de la revolución de 1891. El año 1890 fue convencional por Elqui para elegir candidato presidencial. Poco antes de la batalla de Placilla, recibió el nombramiento de ayudante del Presidente José Manuel Balmaceda.
En 1892 contribuyó a la reorganización del Partido Liberal Democrático y participó del directorio de la colectividad. Ayudó además a la fundación del diario "La República", incendiado ese mismo año.
Electo Diputado representante de Antofagasta, Taltal y Tocopilla (1894-1897). Integró la comisión de Elecciones y Calificadora de Elecciones de la Cámara de Diputados. Reelecto Diputado en 1897 y en 1900, esta última reelección fue representando a Valdivia y La Unión. En estos dos períodos, fue miembro de la comisión de Negocios Eclesiásticos y la de Guerra y Marina. Ocupó además el cargo de segundo Vicepresidente de la Cámara de Diputados (1900-1903).